# 헤어볼
헤어볼(hairball), 모발위석(毛髮胃石), 위모구(胃毛球). 모구(毛球)는 동물의 뱃속에서 형성된 작은 털이나 모피의 집합체이며, 인간의 경우는 드물며, 너무 커지면 가끔 토해내기도 한다. 헤어볼은 주로 뭉쳐진 털로 이루어진 촘촘하고 길쭉한 원통형이지만, 삼킨 음식과 같은 다른 요소도 포함될 수 있다. 헤어볼이 있는 동물은 때때로 림프종, 결핵, 비장 종양과 같은 위장의 다른 질환을 앓고 있는 것으로 오해되기도 한다. 고양이는 털을 핥아 스스로 손질하고 이를 섭취하기 때문에 특히 헤어볼이 형성되기 쉽다. 토끼도 고양이와 같은 방식으로 몸단장을 하기 때문에 헤어볼에 걸리기 쉽다. 하지만 헤어볼은 토해내지 못하기 때문에 특히 토끼에게 위험하다. 소화 시스템이 취약하기 때문에 토끼의 헤어볼은 즉시 치료해야 한다. 그렇지 않으면 먹이 섭취를 중단하고 탈수로 인해 사망할 수 있다. 소도 헤어볼을 축적하는 것으로 알려져 있지만 토하지 않기 때문에 대개 죽은 후에 발견되며 크기가 상당히 클 수 있다.

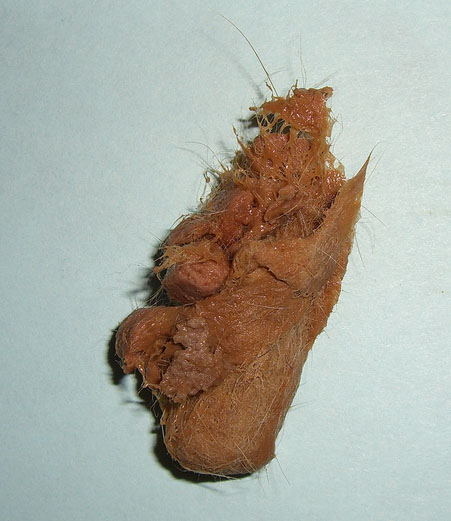
5cm(2.0인치) 고양이 헤어볼

## 임상적 중요성
삼발위석은 머리카락을 섭취하여 형성된 위석(위장 시스템에 갇힌 덩어리로 발견됨)이다. 발모위석은 종종 발모병(강박적인 털 뽑기)과 관련이 있다. 편모위석은 드물지만 발견되지 않으면 치명적일 수 있다. 종종 외과적 개입이 필요하다.

## 사회와 문화
인간에게는 흔하지 않지만 일부 헤어볼이 보고되었다. 이러한 헤어볼은 머리카락이 위에 모여서 위 점막 표면과의 마찰이 충분하지 않아 빠져나올 수 없을 때 발생한다. 털뭉치는 삼출증, 발모병, 이식증의 결과로 어린 소녀들에게서 흔히 볼 수 있다. 2003년, 캐나다 앨버타 주 레드디어에 사는 3세 소녀의 배에서 자몽 크기의 털뭉치가 수술로 제거되었다. 2006년에 일리노이 주 시카고 출신의 18세 여성이 수술을 통해 4.5kg(9.9파운드)의 털뭉치를 배에서 제거했다. 2014년에는 키르기스스탄에서 18세 어린이의 뱃속에서 9파운드짜리 털뭉치가 제거되었다. 헤어볼은 사람의 위장 시스템을 통해 소화되거나 통과될 수 없기 때문에 사람에게 상당히 위험할 수 있으며, (이것이 확인된 경우) 심지어 구토를 해도 털 덩어리를 제거하는 데 효과가 없을 수 있다. 이로 인해 소화 시스템이 전반적으로 손상될 수 있다.